# Диявольський Кіт
Диявольський Кіт (або англ. D.C.) — ім'я, дане привиду кота, метою якого було переслідування урядових будівель Вашингтона.
Історія диявольської кішки датована часом, коли, коли кішки були привезені в тунелі будівель Капітолія, щоб виловити щурів. Легенда свідчить, що Диявольський кіт це той, який так і не залишив приміщення. Його будинок, мовляв, підвальний склеп під Капітолієм, який був спочатку призначений як поховальна камера для президента Джорджа Вашингтона.
Згідно з легендою, кота бачили перед президентськими виборами і трагедією у Вашингтоні, нібито він був помічений охоронцями Білого дому в ночі перед вбивствами Джона Кеннеді, і Авраама Лінкольна. Кішка описана як повністю чорна, середнього розміру; але свідки повідомляють, що кішка збільшується до «розмірів гігантського тигра», 10 футів на 10 футів, в стані агресії, Кішка набучується та накидається на свідка, зникаючи, перш ніж він встигне її зловити.
У 1890-і роки казали, що кіт зник з незрозумілих причин, після того як один з охоронців Капітолійського пагорбу вистрелив у нього, а інший охоронець нібито помер від серцевого нападу, після побаченого.

## Пояснення
Чорний кіт був офіційно помічений востаннє у 1940 році. Історичне Товариство Американського Капітолія заявило, що в цей час сили Капітолійської поліції були сумнозвісні фактом найму некваліфікованих родичів і друзів в послугу для конгресменів, і що цей персонал був часто на підпитку під час патрулюваннь.
За версією товариства в історії говориться, що охоронця якось лизнув кіт, коли він лежав. Будучи п'яним, чоловік думав, що він все ще стояв у той час і був наляканий, нібито гігантським котом, таким чином давши початок легенді про 'Диявольського кота'. Що стосується решти спостережень, Стів Лівенгуд сказав: «врешті-решт інші охоронці виявили, що вони можуть отримати вихідний день, якщо вони побачать диявольського кота».

## На грошах
У 2017 році доктор філософії в галузі економіки доцент кафедри фінансів Національного університету кораблебудування Зінченко Андрій Ігорович, вивчаючи реверс ноти федерального резерву США зразка 1993 року номіналом двадцять доларів, звернув увагу, що на даху Білого Дому вбачається чіткий силует чорного кота із піднятим догори хвостом. Офіційного тлумачення наявності профілю кота на Білому Домі у Вашингтоні О. К., що зображений на 20 доларах США — нема. Згадок у досяжній профільній літературі чи в мережі також. Випадково потрапити до дизайнерського рішення такий елемент не міг. Єдиний зв'язок чорного кота та Білого Дому — легенда про диявольського кота. Вочевидь таким чином легенда набула увічнення на грошах.

## Популяризація у культурі
Заснована в 2006 році, DC DemonCats є однією з Вашингтонських чотирьох домашніх команд роллер-дербі.